# Les Loyautés
 (mars 2020).
Les Loyautés est le neuvième roman de Delphine de Vigan, paru le 3 janvier 2018 aux éditions Jean-Claude Lattès.
Le roman se construit autour d'un jeu de loyautés, des liens invisibles qui lient les personnages les uns aux autres, et évoque plusieurs aspects de la jeunesse contemporaine déchirée entre de multiples conflits qui prennent souvent leur source au sein du foyer.

## Résumé
Dans leur collège, deux jeunes garçons se cachent pour boire de l'alcool, se mettant dans des situations de plus en plus dangereuses. Leur professeure, Hélène, s'inquiète pour la santé physique et mentale de l'un d'entre eux, qui s'avère vivre entre un père au chômage et une mère démunie. Ces conflits poussent un jeune garçon exténué à consommer de l'alcool, mais jusqu'où ?

## Personnages

### Théo
Enfant de 12, 13 ans au collège. Ses parents sont séparés et il est en alternance. Son père vit seul, ne fait rien de ses journées, se dégradant petit à petit. Sa mère, une femme simple, déteste son ex-mari. Théo, lui, est alcoolique : il boit en cachette au collège, entrainant des problèmes à l'école. Sa mère est au courant de sa consommation d'alcool, mais pas son père.

### Mathis
Mathis est le meilleur ami de Théo depuis la sixième et boit en cachette avec lui, bien que de façon bien moins récurrente. Ses parents ne sont pas séparés, mais sa mère n'aime pas Théo. Le père, William, un homme machiste, passe ses journées enfermé dans son bureau, et sa femme finit par découvrir qu'il se rend sur un site où il rédige de nombreux articles à caractère raciste, homophobe, misogyne et haineux.

### Hélène
Aussi connue sous le nom de Mme Destrée, elle est la professeure des deux élèves, et remarque qu'il se passe quelque chose d'anormal avec Théo : elle le suspecte d'être un enfant maltraité du fait de son propre passé d'enfant battue, et commence ainsi à mener son enquête pour tenter de l'aider.

## Éditions
- Les Loyautés, éditions Jean-Claude Lattès, 2018[1]
- Les Loyautés, Le Livre de poche, 2019[2]